# Episodi di Degrassi: The Next Generation (sesta stagione)
Anche gli episodi di questa stagione della serie, come per la quarta e la quinta, non sono stati trasmessi in ordine. Inoltre gli episodi 9, 14 e 18 non sono stati trasmessi.
| nº | Titolo originale                       | Titolo italiano          | Prima TV Canada  | Prima TV Italia |
| -- | -------------------------------------- | ------------------------ | ---------------- | --------------- |
| 1  | Here Comes Your Man (1)                | Oggi si corre            | 28 novembre 2006 | 11 aprile 2010  |
| 2  | Here Comes Your Man (2)                | La sfida                 | 28 novembre 2006 | 13 aprile 2010  |
| 3  | True Colours                           | Bugie                    | 5 dicembre 2006  | 13 aprile 2010  |
| 4  | Can't Hardly Wait                      | Una nuova cheerleader?   | 5 dicembre 2006  | 14 aprile 2010  |
| 5  | Eyes Without a Face (1)                | Le foto sexy             | 12 dicembre 2006 | 15 aprile 2010  |
| 6  | Eyes Without a Face (2)                | Chattare che passione!   | 12 dicembre 2006 | 16 aprile 2010  |
| 7  | Working for the Weekend                | Un negozio per due       | 19 dicembre 2006 | 2 maggio 2010   |
| 8  | Crazy Little Thing Called Love         | Ricominciare insieme     | 19 dicembre 2006 | 9 maggio 2010   |
| 9  | What's It Feel Like to Be a Ghost? (1) | Un asilo alla Degrassi   | 2 gennaio 2007   | non trasmesso   |
| 10 | What's It Feel Like to Be a Ghost? (2) | Un aiuto per Craig       | 2 gennaio 2007   | 23 aprile 2010  |
| 11 | Rock This Town                         | Un party da dimenticare  | 9 gennaio 2007   | 24 aprile 2010  |
| 12 | The Bitterest Pill                     | L'ultimo addio           | 9 gennaio 2007   | 24 aprile 2010  |
| 13 | If You Leave                           | Emma contro Manny        | 9 aprile 2007    | 25 aprile 2010  |
| 14 | Free Fallin (1)                        | L'ultima bugia           | 28 marzo 2007    | non trasmesso   |
| 15 | Free Fallin (2)                        | Che cosa faccio adesso ? | 4 aprile 2007    | 2 maggio 2010   |
| 16 | Love My Way                            | Amore a modo mio         | 16 aprile 2007   | 2 maggio 2010   |
| 17 | Sunglasses at Night                    | Il vizio del gioco       | 23 aprile 2007   | 1º maggio 2010  |
| 18 | Don't You Want Me? (1)                 | Una brutta situazione    | 7 maggio 2007    | non trasmesso   |
| 19 | Don't You Want Me? (2)                 | L'ora della verità       | 14 maggio 2007   | 4 maggio 2010   |